# NOLA Motorsports Park
El Nola Motorsports Park es un complejo automovilístico de carreras situado en Avondale, Luisiana, cerca a Nueva Orleans. Además del circuito permanente,posee adicionalmente un circuito de Karts en el Norte del circuito y todo el circuito fue inaugurado en 2011.
Los planes futuros incluye la conclusición de una segunda pista en el sur del complejo. Este trazado alterno se conectará con la pista Norte formarando un circuito 5 millas, por lo será la pista de carreras más larga de Norteamérica.

## Diseño
El Nola Motorsports Park fue diseñado por Alan Wilson, el mismo diseñador del circuito Miller Motorsports Park y el Barber Motorsports Park . Además de estas dos pistas de carreras de nivel internacional, la instalación también posee tres pistas de karting, el servicio completo central de karts que mide 7 acres, un paddock, un almacén de porductos de la pista de alta velocidad, una casa club, que miden 8 acres, una sección para una pista de autocross, un carril para arrancones y una villa de lujo para los residentes.
El parque también ha sido diseñado pensando en los sistemas electrónicos, incluyendo más de 100 kilómetros de fibra óptica y un último equipo de cronometraje y puntuación de alta tecnología.

## Eventos
Aunque desde 2012 ha albergado el Campeonato AMA Pro Superbike de motociclismo, también se ha dado paso a las categorías de automovilismo como el Campeonato Nacional U.S. F2000, la Indy Lights, y la Pro Mazda, pero desde 2015 albergará por primera vez la IndyCar Series, lo que la convertirá en un importante trazado automovilístico futuro.

## Principales Eventos
- Campeonato AMA Pro Superbike[4]
- Campeonato Nacional U.S. F2000[4]

- Campeonato Nacional U.S. F2000 - Cooper Tires Winterfest

- Indy Lights[4]
- Pro Mazda[5]
- IndyCar Series (2015)[5]

### Circuitos

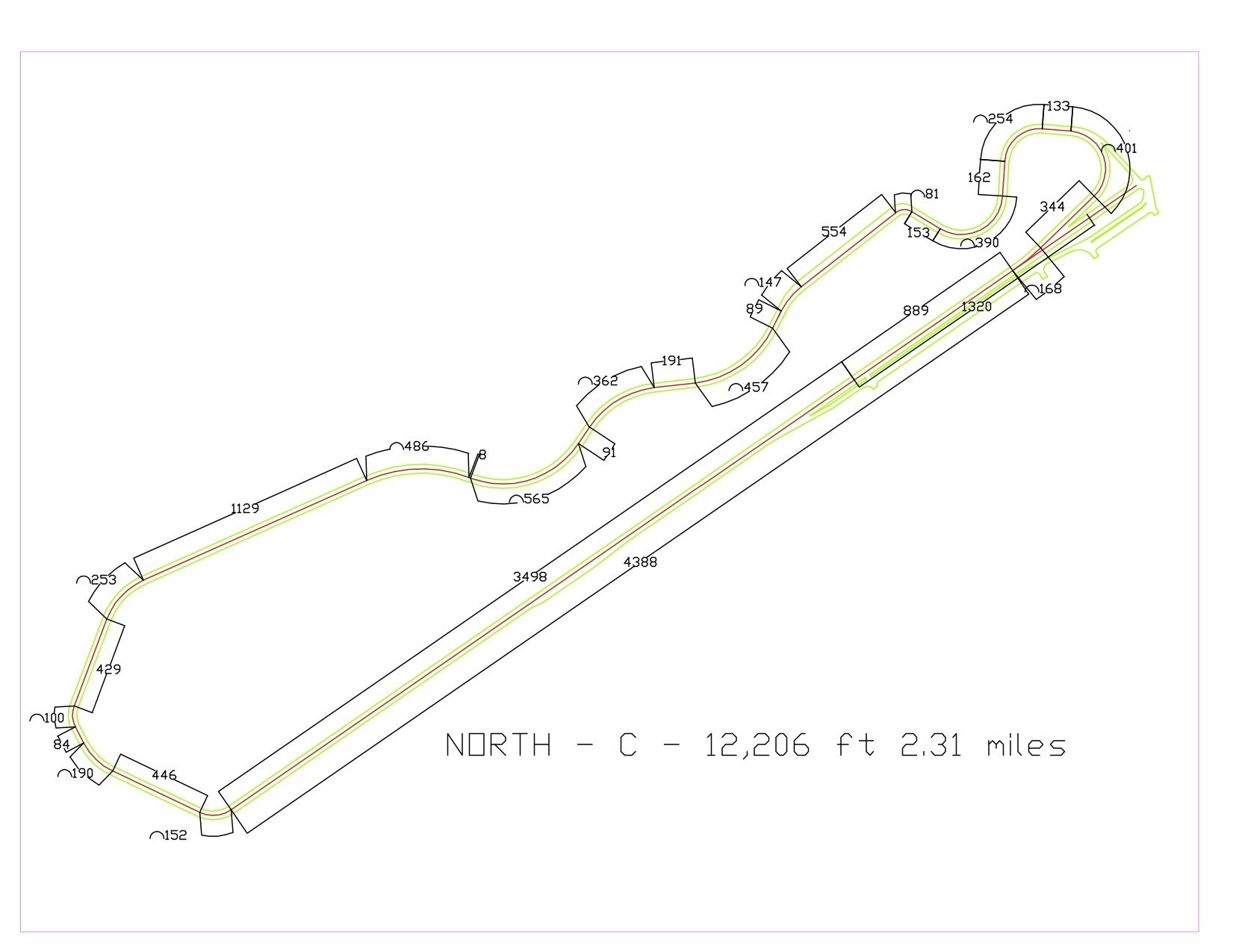
Circuito C - Norte

## Ganadores

### IndyCar Series
| Año  | Piloto            | Automóvil/Monomarca | Equipo                       |
| ---- | ----------------- | ------------------- | ---------------------------- |
| 2015 | James Hinchcliffe | Dallara-Honda       | Schmidt Peterson Motorsports |